# Brezovica (Prešov)
Brezovica es un municipio del distrito de Sabinov en la región de Prešov, Eslovaquia, con una población estimada a final del año 2024 de 1684 habitantes.
Se encuentra ubicado en el centro-oeste de la región, en el valle del río Torysa (cuenca hidrográfica del río Tisza).

## Demografía
| Año        | 1994 | 2004    | 2014    | 2024    |
| ---------- | ---- | ------- | ------- | ------- |
| Población  | 1675 | 1687    | 1710    | 1684    |
| Diferencia |      | +0,71 % | +1,36 % | −1,52 % |

| Año        | 2023 | 2024 |
| ---------- | ---- | ---- |
| Población  | 1684 | 1684 |
| Diferencia |      | +0 % |